# Kolędy (album Top One)
Kolędy – piętnasty album zespołu Top One wydany na kasecie magnetofonowej przez wytwórnię Music Ton w 2000 roku. 

## Lista utworów
1. „Dzisiaj w Betlejem”
2. „Gdy się Chrystus rodzi”
3. „Cicha noc”
4. „Wśród nocnej ciszy”
5. „Jezus malusieńki”
6. „Lulajże, Jezuniu”
7. „Gdy śliczna Panna”
8. „Bóg się rodzi”
9. „Pójdźmy wszyscy do stajenki”
10. „Przybieżeli do Betlejem”

## Skład zespołu
- Paweł Kucharski - wokal, instrumenty klawiszowe
- Dariusz Zwierzchowski - wokal, instrumenty klawiszowe
- Katarzyna Gibson - wokal, taniec
- Katarzyna Krupa - wokal, taniec
- Emil Jeleń - chórki (gościnnie)

## Dodatkowe informacje
- Aranżacje: Emil Jeleń
- Nagrań dokonano w Horhe Studio w Warszawie (październik - listopad 2000)
- Realizacja i mastering: Dariusz Zwierzchowski
- Produkcja: Dariusz Zwierzchowski i Paweł Kucharski